# Rafael Mendiluce
Rafael Mendiluce Elizondo (Andoáin, Guipúzcoa; 31 de julio de 1939-San Sebastián, 29 de mayo de 2014) fue un jugador y entrenador de fútbol español que actuaba como delantero.

## Vida profesional
Rafael Mendiluce formó parte de la plantilla del Sanse entre 1957 y 1962. En total jugó 78 partidos con el Sanse, en los que marcó 16 goles. Debutó en el primer equipo el 14 de enero de 1962, con ocasión del partido Real Madrid - Real Sociedad de San Sebastián (1-0). Su última temporada en la Real Sociedad fue la de 1972-1973. En total jugó 309 partidos y marcó 32 goles.

## Entrenador
Una vez retirado como jugador, fue entrenador del equipo juvenil y dirigió al Sanse las temporadas de 1982 a 1985.

## Fallecimiento
Rafael Mendiluce Elizondo falleció en la ciudad de San Sebastián a la edad de 74 años.

## Clubes
| Club            | País   | Año         | Partidos | Goles |
| --------------- | ------ | ----------- | -------- | ----- |
| Real Sociedad B | España | 1957 - 1962 | 78       | 16    |
| Real Sociedad   | España | 1962 - 1973 | 309      | 32    |